# Система систем
Система систем — (англ. System of systems - SoS) совокупность систем, которые объединяют свои ресурсы и возможности для создания новой, более сложной системы, с целью получения суммарного результата большего/лучшего, чем получают отдельные системы, действуя индивидуально. В настоящее время системы систем являются важной исследовательской дисциплиной, для которой разрабатываются инструменты анализа и методы проектирования.

## Описание
Обычно предлагаемые описания (не обязательно определения) систем систем приведены ниже в порядке их появления в литературе:
1. Объединение систем в единую систему систем обеспечивает функциональную совместимость и синергизм систем командования, управления, компьютеров, связи и информации (C4I) и разведки, наблюдения и рекогносцировки (Intelligence, Surveillance and Reconnaissance):[3] описание в области информационных технологий в вооруженных силах..
2. Системы систем — это крупномасштабные параллельные и распределенные системы, компоненты которых сами являются сложными системами:[4] описание в области коммуникационных структур и информационных систем на предприятиях.
3. Система системного образования предполагает интеграцию систем в систему систем, что в конечном итоге способствует развитию социальной инфраструктуры:[5] описание в области образования.
4. Система системной интеграции — это метод разработки, интеграции, совместимости и оптимизации систем для повышения производительности в будущих сценариях боевых действий:[6] описание в области интеграции информационных систем в вооруженных силах.
5. Современные системы, включающие проблемы системы систем, не являются монолитными, а имеют пять общих характеристик: операционную независимость отдельных систем, управленческую независимость систем, географическое распределение, действие по обстановке и эволюционное развитие:[7] описание в области эволюционного развития и сложных адаптивных систем в вооруженных силах.
6. Проектирование системы систем предприятия на объединении традиционной деятельности по системному проектированию с функциями/деятельностью по стратегическому планированию и инвестиционному анализу:[8] описание в области информационных систем на предприятиях.
7. Система систем как совокупность трансдоменных сетей гетерогенных систем, которые могут демонстрировать операционную и управленческую независимость, географическое распределение, а также незапланированное и эволюционное поведение, которое не было бы очевидным, если бы системы и их взаимодействия моделировались отдельно:[9] описание в области национальных транспортных систем, комплексных военных и космических исследований.

В совокупности все эти описания предполагают, что для улучшения поддержки принятия решений для системных проблем необходима полная система системного проектирования. В частности, необходима эффективная система системного проектирования, которая поможет лицам, принимающим решения, определить, являются ли соответствующие аспекты инфраструктуры, политики и/или технологий как взаимосвязанное целое хорошими, плохими или нейтральными с течением времени. Необходимость решения системных проблем является актуальной не только из-за растущей сложности сегодняшних задач, но и потому, что такие проблемы требуют крупных денежных и ресурсных инвестиций с последствиями для нескольких поколений.
Введение понятия Cистема систем в дополнение к понятию Система обусловлено тем, что для систем систем не подходят традиционные методы системной инженерии.

## Направления исследований в области системы систем

### Подход к проектированию
Хотя отдельные системы, составляющие систему систем, могут сильно различаться и действовать независимо, их взаимодействие обычно раскрывает и обеспечивает важные развивающиеся свойства. Эти возникающие модели имеют эволюционирующую природу, которую заинтересованные стороны должны признать, проанализировать и понять. Подход систем системы не сфокусирован на каких-то определенных инструментах, методах или практиках; вместо этого он продвигает новый образ мышления для решения масштабных задач, где взаимодействие технологий, политики и экономики является основными движущими силами. Исследования в области систем систем связаны с изучением проектирования, сложности и системной инженерии при построении обычных систем, но сфокусированы на задаче проектирования системы систем.
Системы систем обычно демонстрируют поведение сложных систем, но не все сложные проблемы относятся к сфере систем систем. Системам систем присущи несколько характеристик, не все из которых проявляются:
- Эксплуатационная независимость элементов
- Управленческая независимость элементов
- Эволюционное развитие
- Возникающее поведение
- Географическое распределение элементов
- Междисциплинарное исследование
- Неоднородность систем
- Сети систем

Первые пять признаков известны как критерии Майера для выявления системы систем. Остальные три характеристики были предложены в результате изучения математических последствий моделирования и анализа систем систем доктором Дэниелом ДеЛаурентисом и его коллегами из Университета Пердью.
Согласование целей различных систем в составе системы систем может осуществляться на основе договоров/контрактов, в результате которых действия систем из разнонаправленных, конфликтных становятся сонаправленными и синхронно выполняемыми.

### Исследования
Текущие исследования эффективных подходов к решению системных проблем включают в себя:
- Создание эффективной системы отсчета
- Создание универсального словаря[17]
- Разработка эффективных методологий визуализации и коммуникации сложных систем[18]
- Управление распределенными ресурсами[19]
- Изучение проектирования архитектуры
  - Интероперабельность[20]
  - Политики распределения данных: определение политик, руководство по проектированию и проверка[21]
- Формальный язык моделирования с интегрированной платформой инструментов[22]
- Изучение различных методов моделирования, симуляции и анализа.
  - теория сетей
  - агентное моделирование
  - общая теория систем
  - вероятностный надежный проект (включая моделирование/управление неопределенностью)
  - объектно-ориентированное моделирование и программирование
  - многокритериальная оптимизация
- Изучение различных численных и визуальных инструментов для отражения взаимодействия системных требований, концепций и технологий.

### Приложение
Системы систем, хотя по-прежнему исследуются преимущественно в оборонном секторе, также находят применение в таких областях, как национальный воздушный и автомобильный транспорт и освоение космоса. Другие области, где его можно применять, включают здравоохранение, проектирование Интернета, интеграцию программного обеспечения, управление энергопотреблением и энергосистемы. Социально-экологические интерпретации устойчивости, в которых различные уровни нашего мира (например, система Земли, политическая система) интерпретируются как взаимосвязанные или вложенные системы, используют подход систем систем. Устойчивость цепочки поставок может найти применение в бизнесе.

## Образовательные учреждения и промышленность
Сотрудничество между широким кругом организаций помогает стимулировать разработку определения класса проблем системы систем и методологии моделирования и анализа проблем системы систем. Во многих коммерческих организациях, исследовательских институтах, академических программах и государственных учреждениях реализуются текущие проекты.
Основными заинтересованными сторонами в разработке этой концепции являются:
- Университеты, работающие над системой системных проблем, в том числе Университет Пердью, Технологический институт Джорджии, Университет Олд-Доминион, Университет Джорджа Мейсона, Университет Нью-Мексико, Массачусетский технологический институт, Военно-морская аспирантура и Университет Карнеги-Меллона.
- Корпорации, активно работающие в этой области исследований, такие как The MITRE Corporation, Airbus, BAE Systems, Northrop Grumman, Boeing, Raytheon, Thales Group, CAE Inc., Altair Engineering, Sabre Astronautics и Lockheed Martin.
- Правительственные учреждения, которые проводят и поддерживают исследования в области системных исследований и приложений, такие как DARPA, Федеральное управление гражданской авиации США, НАСА и Министерство обороны (DoD)

Например, Министерство обороны недавно учредило Национальные центры системного проектирования для разработки формальной методологии системного проектирования для применения в проектах, связанных с обороной.
В другом примере, согласно исследованиям архитектуры исследовательских систем (en:Exploration Systems Architecture Study — ESAS), НАСА учредило Управление миссий исследовательских систем (ESMD), чтобы возглавить разработку новой исследовательской «системы систем» для достижения целей, намеченных президентом Дж. Бушем в 2004 году.
В настоящее время реализуется ряд исследовательских проектов и мероприятий по поддержке, спонсируемых Европейской Комиссией. Они нацелены на достижение стратегической цели IST-2011.3.3 в рабочей программе FP7 в области ИКТ (Новые парадигмы для встроенных систем, мониторинга и контроля в направлении разработки сложных систем). Эта цель и реализуемые проекты уделяют особое внимание «проектированию, разработке и проектированию систем систем»:
- T-AREA-SoS[26] (Трансатлантическая программа исследований и образования по системам систем), цель которой «повысить европейскую конкурентоспособность и улучшить социальное воздействие разработки и управления большими сложными системами в широком диапазоне секторов путем создания общесогласованной программы исследований систем систем (SoS) ЕС-США».
- COMPASS[22] (Комплексное моделирование для продвинутых систем систем), целью которого является предоставление семантической основы и открытой среды инструментов, позволяющей успешно и экономично разрабатывать сложные SoS, используя методы и инструменты, которые способствуют построению и раннему анализу моделей.
- DANSE[27] (Проектирование для адаптивности и эволюции в системной инженерии), целью которого является разработка «новой методологии для поддержки развивающихся, адаптивных и итеративных моделей жизненного цикла Системы систем, основанных на формальной семантике для взаимодействия SoS и поддерживается новыми инструментами для анализа, моделирования и оптимизации».
- ROAD2SOS[28] (Дорожные карты системного проектирования), целью которого является разработка «стратегических исследовательских и инженерных планов в области системного системного проектирования и связанных с ним тематических исследований».
- DYMASOS[29] (DYnamic MAnagement of физически связанных систем систем), целью которого является разработка теоретических подходов и инженерных инструментов для динамического управления SoS на основе сценариев промышленного использования.
- AMADEOS[30] (Архитектура гибкой, надежной эволюционной открытой системы систем с множественной критичностью), целью которой является привнесение осознания времени и эволюции в проект системы систем (SoS) с возможным эмерджентным поведением, чтобы создать надежную концептуальную модель., общую архитектурную структуру и методологию проектирования.